# Meridyrias
Meridyrias is een geslacht van vlinders van de familie spinneruilen (Erebidae), uit de onderfamilie Calpinae.

## Soorten
- M. mesostigma Hampson, 1926
- M. progenies Guenée, 1852
- M. violascens Hampson, 1926